# Família Embraer E-Jet
La família Embraer E-Jet és una sèrie d'avions bireactors de fuselatge estret i curt abast per a 80-124 passatgers, produïda per Embraer, fabricant brasiler d'aeronaus comercials, militars i de negocis.
És constituïda pels models Embraer 170, Embraer 175, Embraer 190 i Embraer 195, que tenen sistemes gairebé idèntics i només es diferencien per la longitud del fuselatge i la capacitat de passatgers. Fou anunciada a la Fira Aeronàutica de París del 1999 i entrà en producció el 2002, transformant-se ràpidament en un èxit de vendes.

## Història
Després de l'èxit assolit per la família d'avions regionals ERJ, Embraer apostà per desenvolupar una nova família d'aeronaus, amb capacitat per a entre 70 i 90 passatgers, ampliada posteriorment a 122 passatgers amb l'Embraer 195.
Es decidí per començar el desenvolupament des de zero, cosa que transformà els E-Jets, com són coneguts, en la primera família desenvolupada després de l'EMB-120 Brasília, car els ERJ es basaven en el fuselatge d'aquest últim.
Després del llançament de l'Embraer 170 i l'Embraer 190, fou el torn de l'Embraer 195. L'avió més nou i gran de la família fou certificat i lliurat per primera vegada el 2006. FlyBe fou la primera operadora del model. Amb 65 avions volant per a Azul Linhas Aéreas Brasileiras, és la primera operadora d'aquest model del món. El novembre del 2015, Azul rebé el 1200è E-Jet construït, matriculat PR-AUP.
El desembre del 2017, la 1.400ena unitat, un E-175, fou lliurat a American Airlines.

## Característiques
És un bireactor amb fuselatge de doble bombolla, quatre seients per filera (de dos en dos), concebut per maximitzar el confort dels passatgers.

## Competència
L'Embraer 195 és competidor directe del Bombardier CRJ-900, l'Airbus A319-100, l'Airbus A220, el Sukhoi Superjet 100 i el Mitsubishi Regional Jet (MRJ), que encara està en fase de desenvolupament.
La família d'avions Embraer 170/190 té com a objectiu el segment de mercat orientat cap a les aerolínies que necessiten avions de 70 a 124 passatgers.

## Imatges

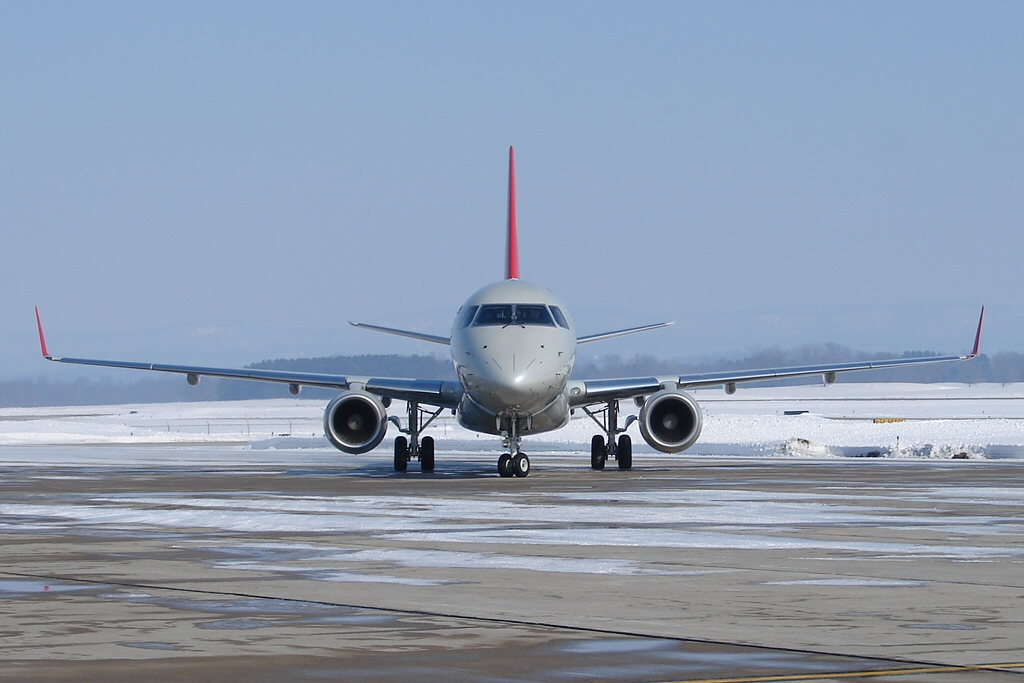
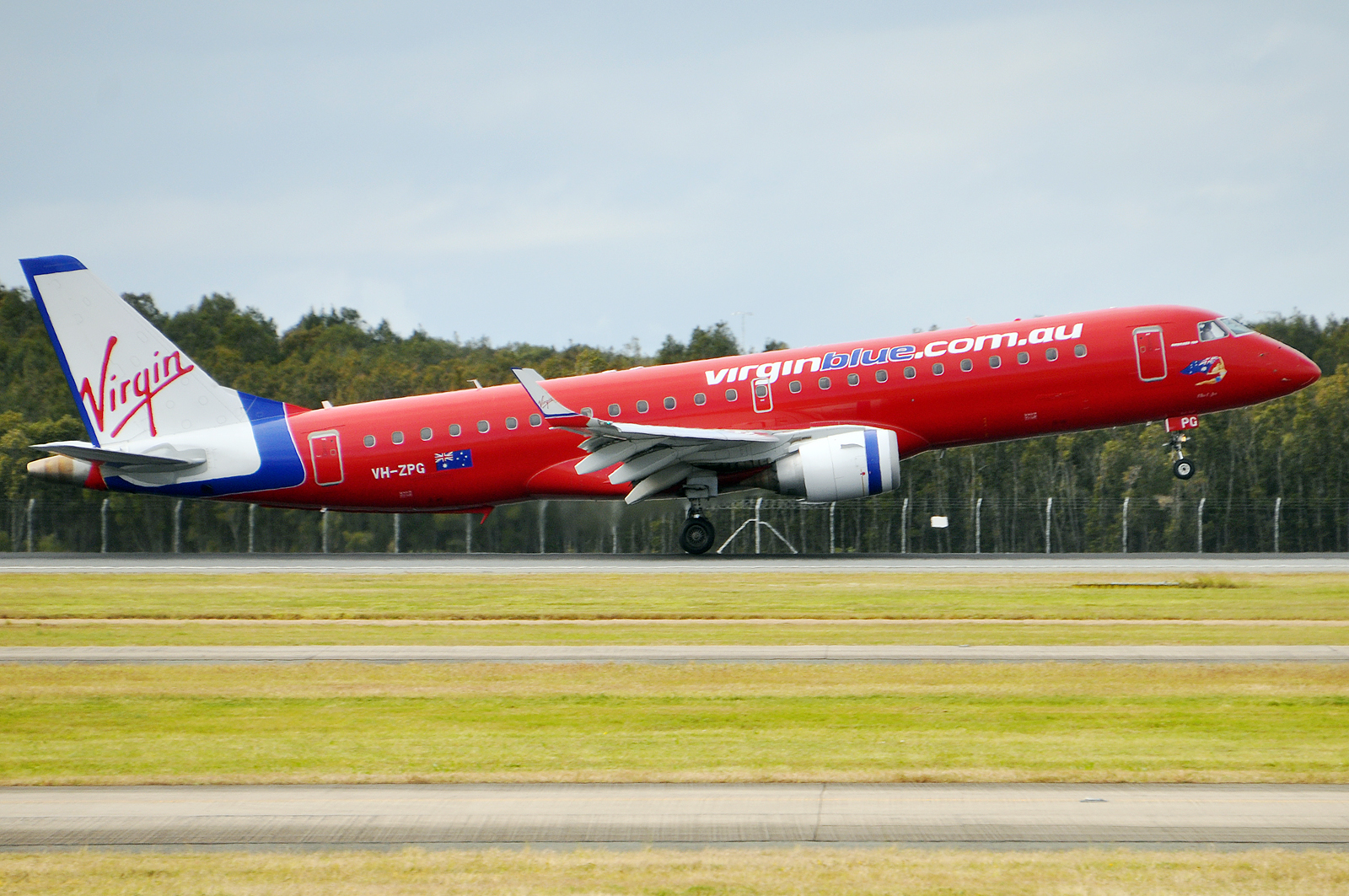
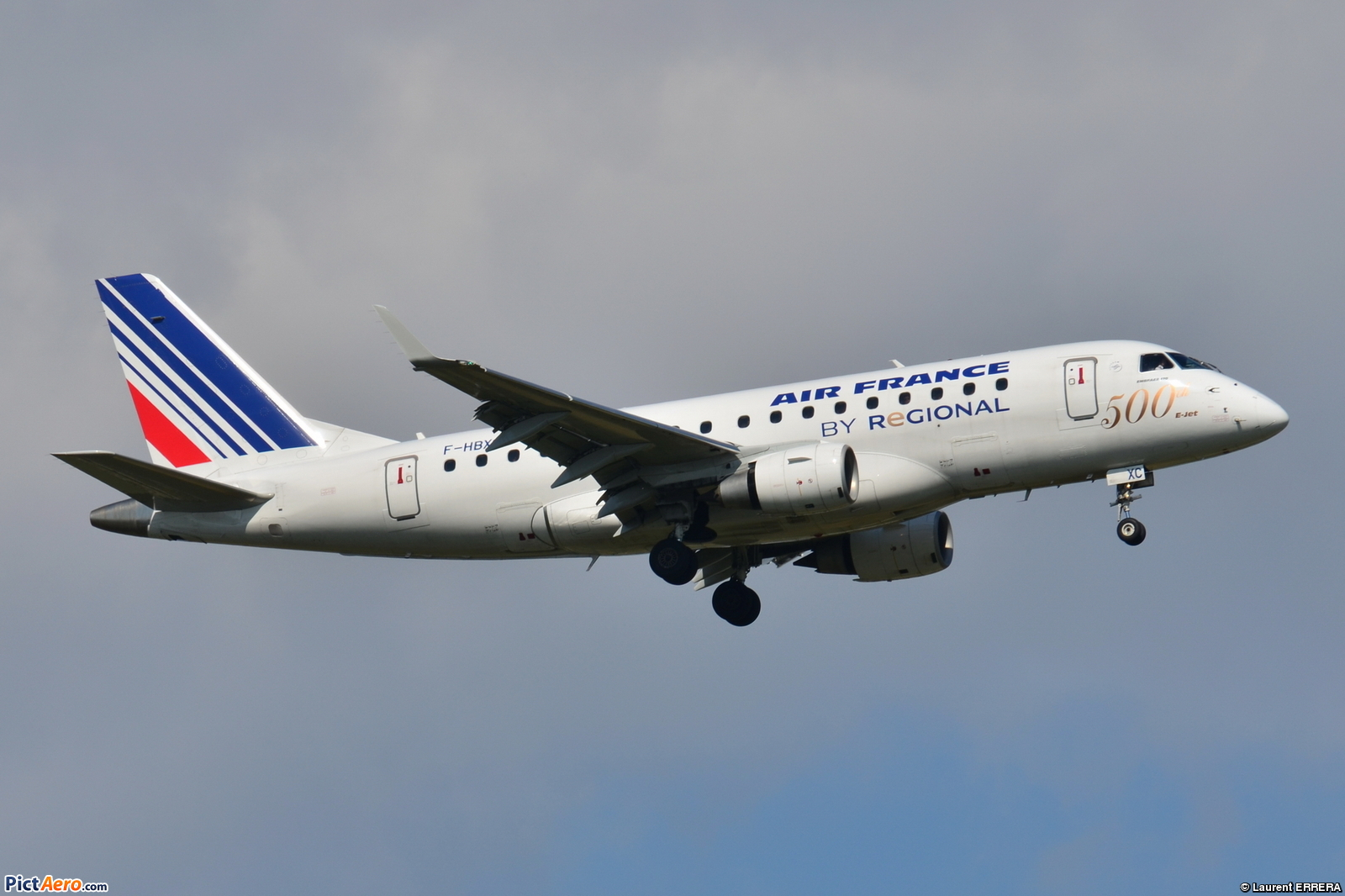
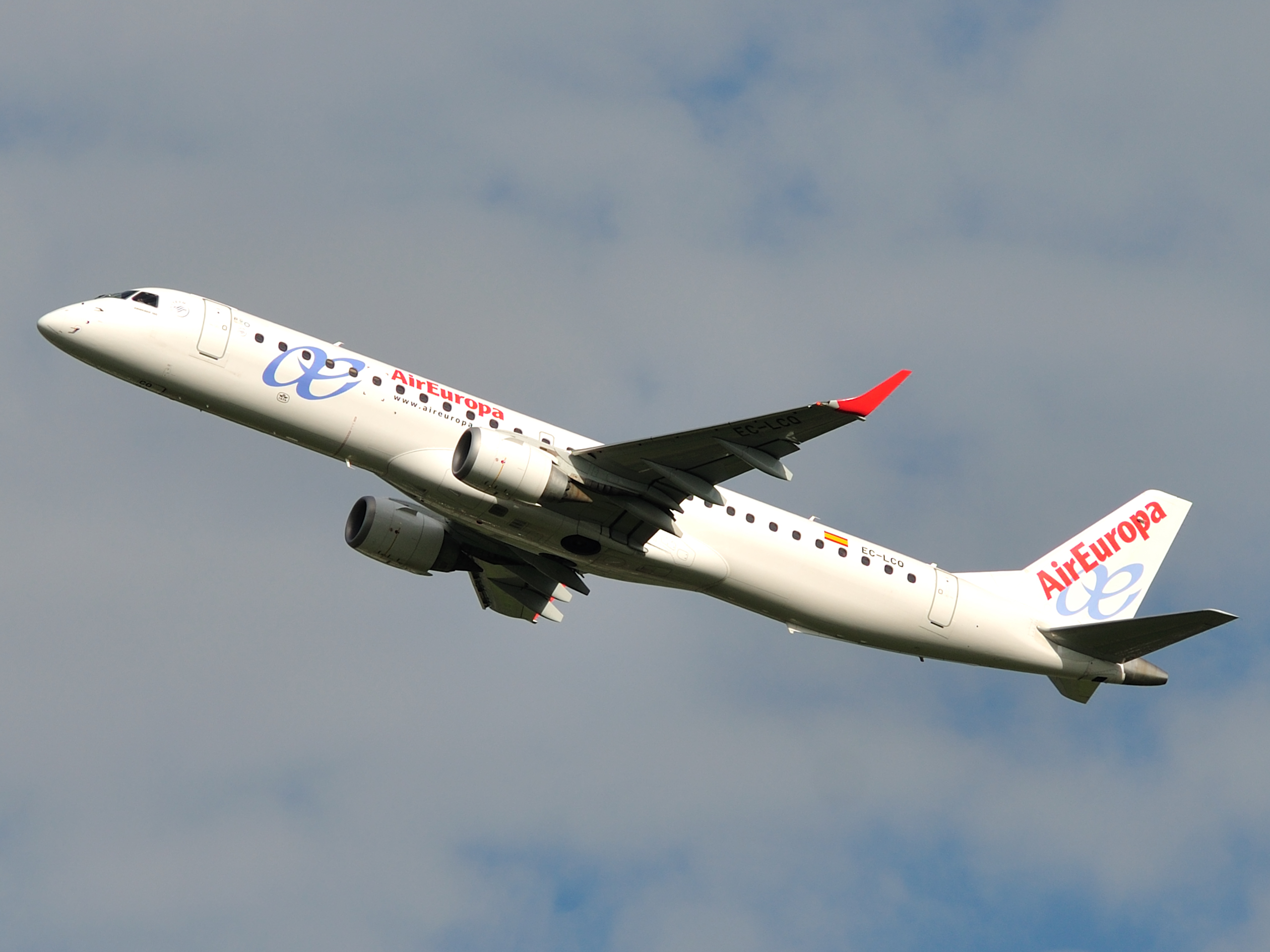
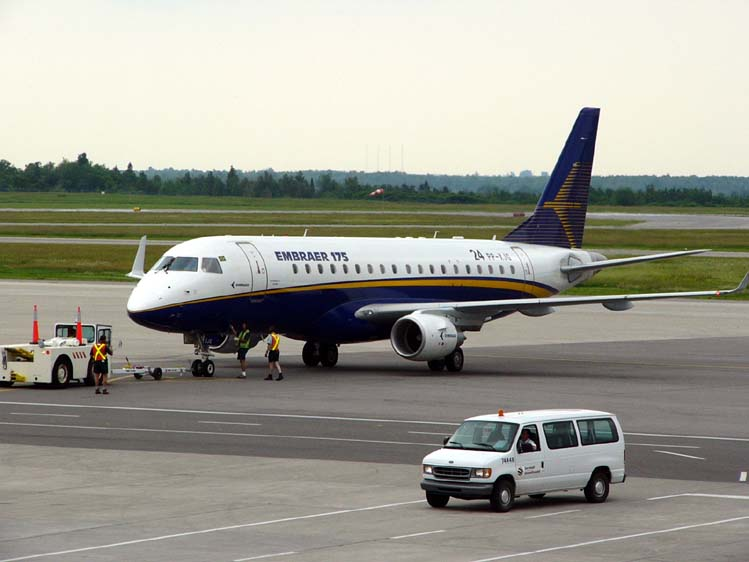
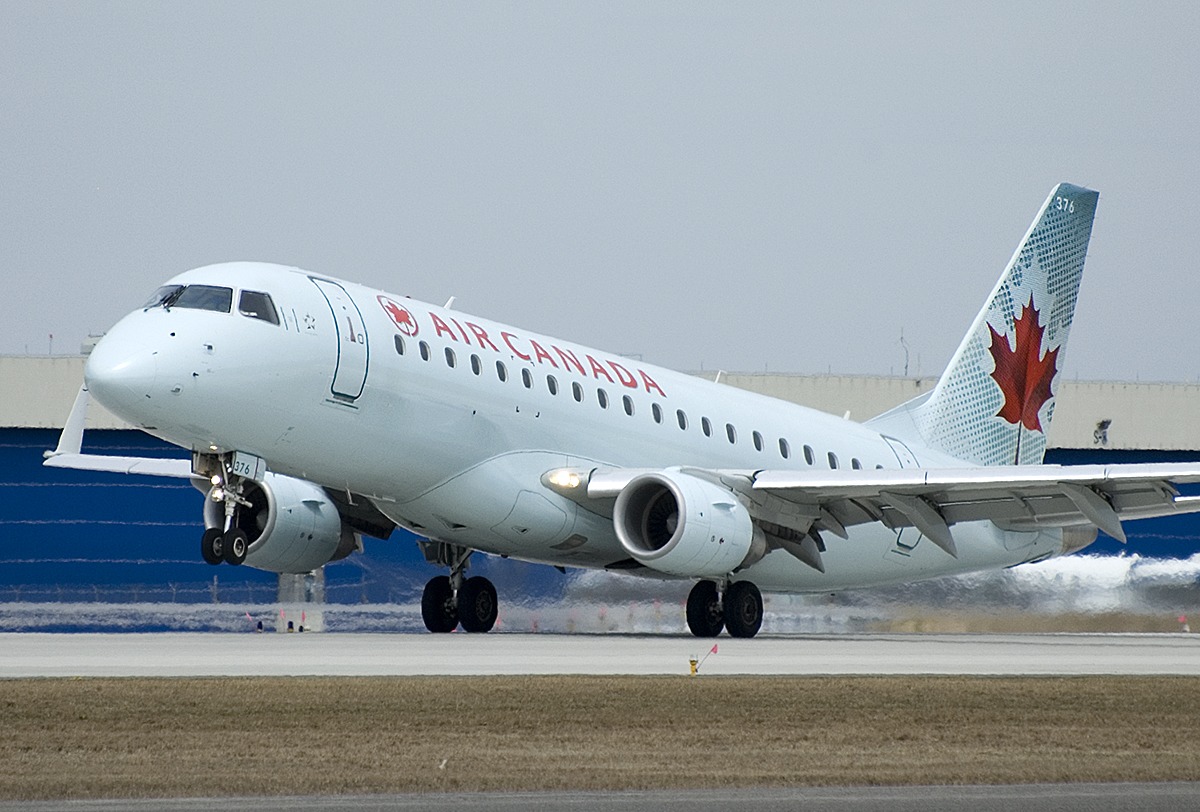
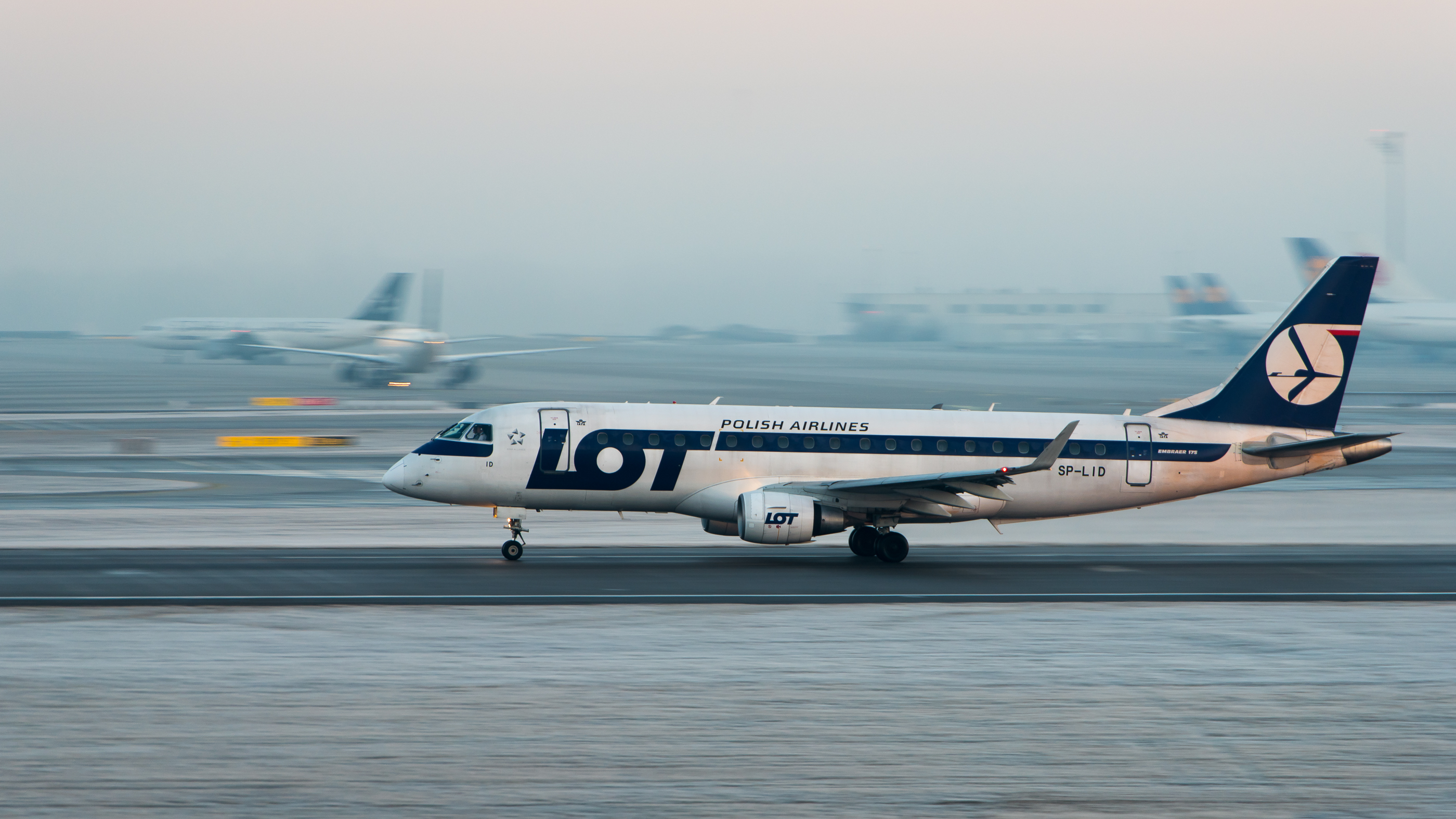
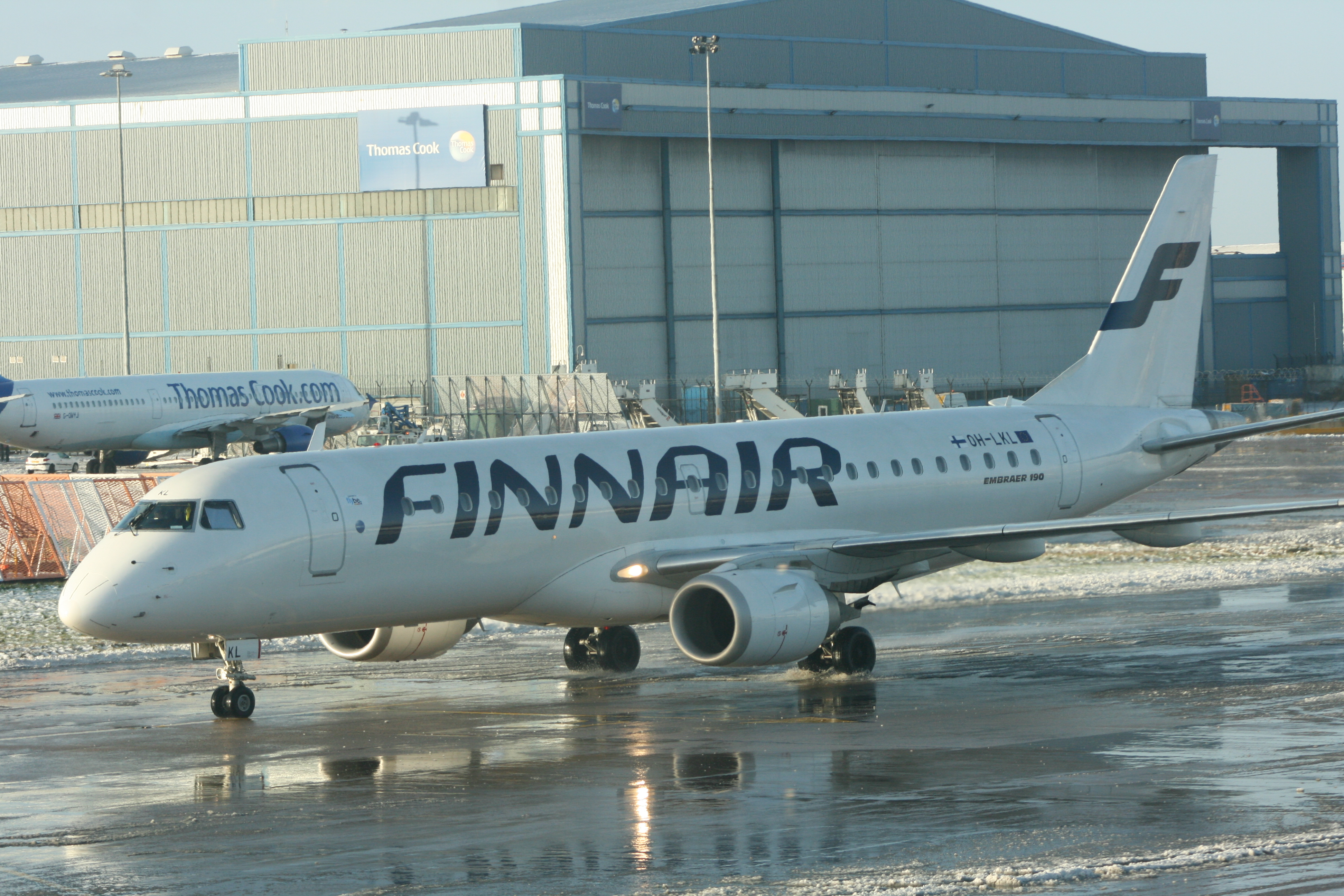
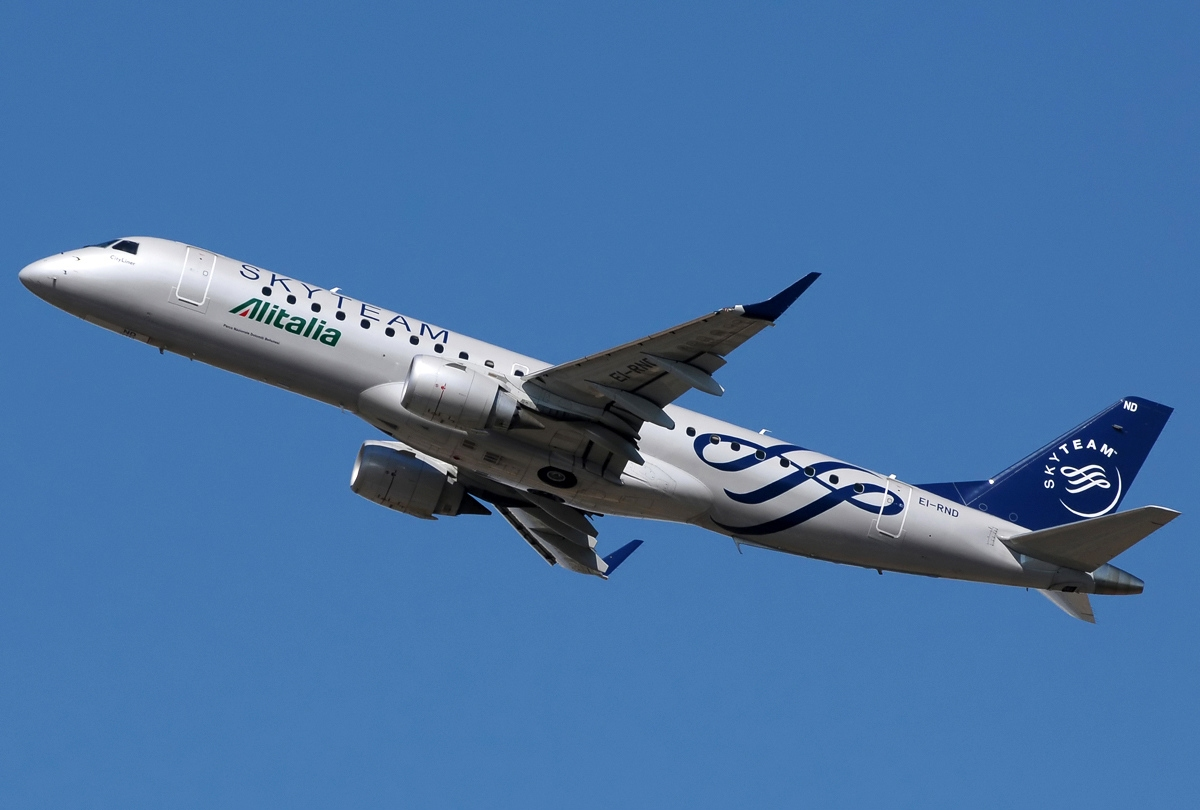
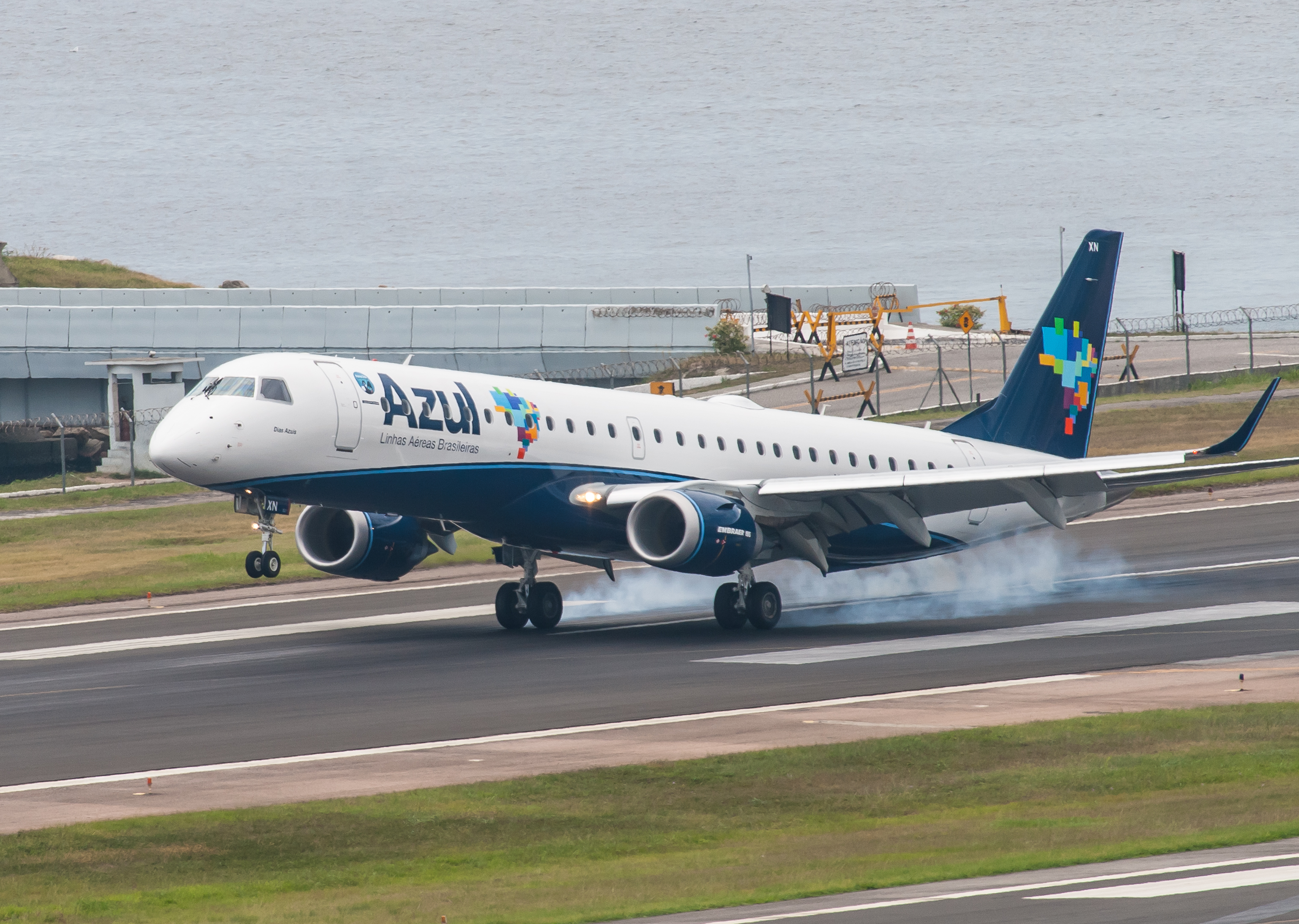
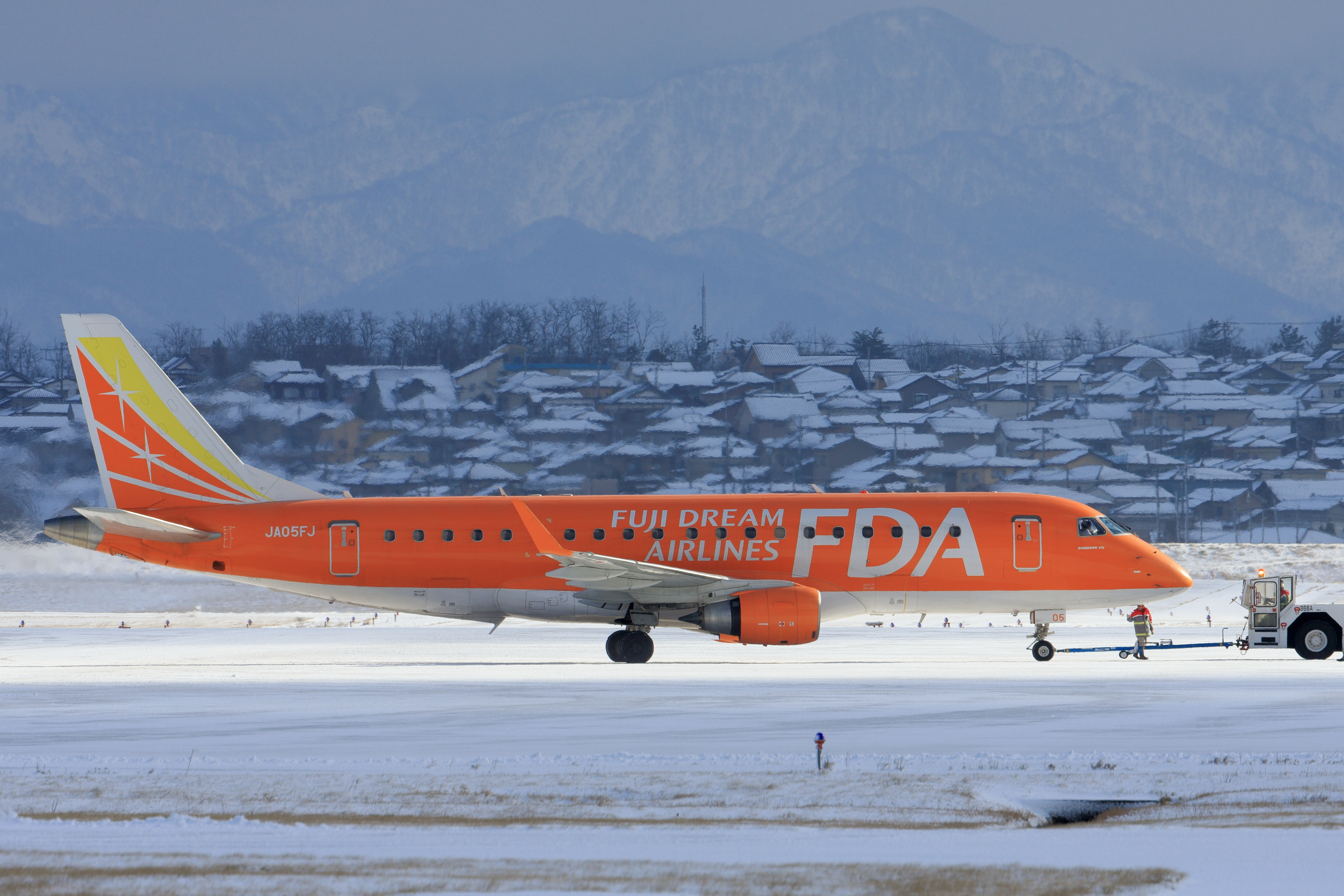
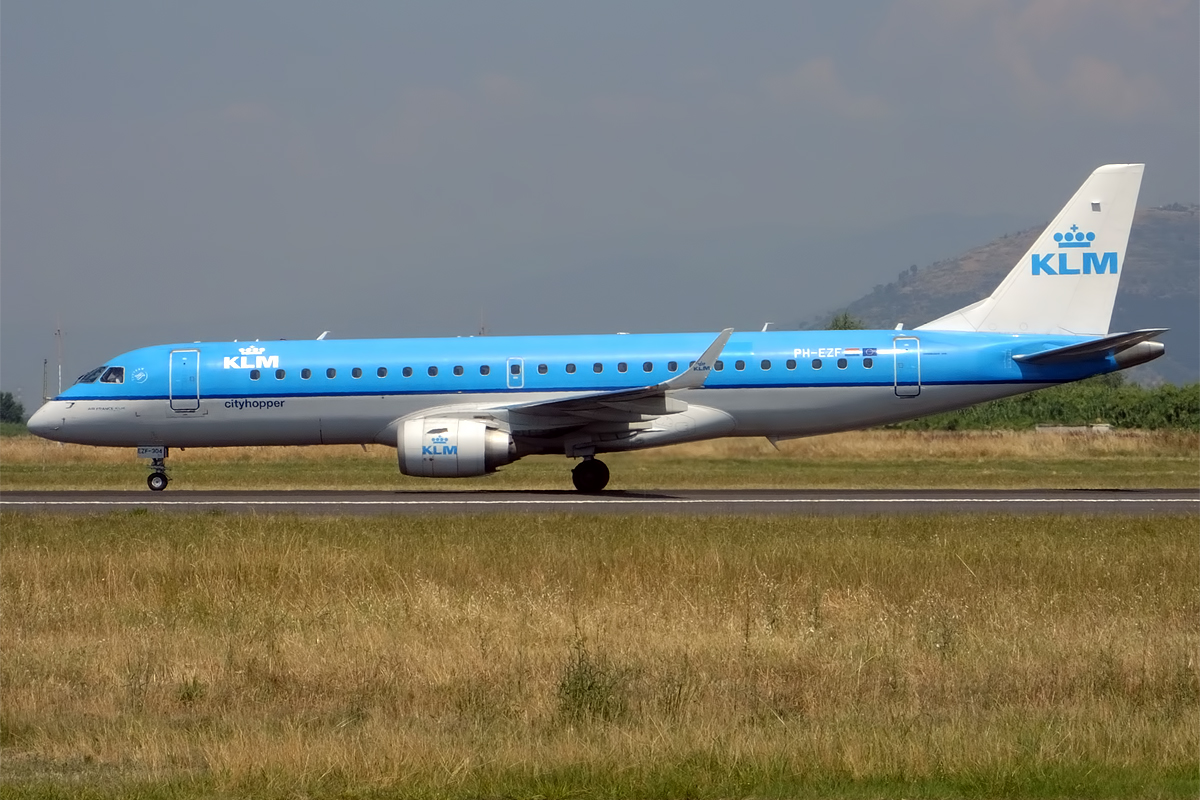
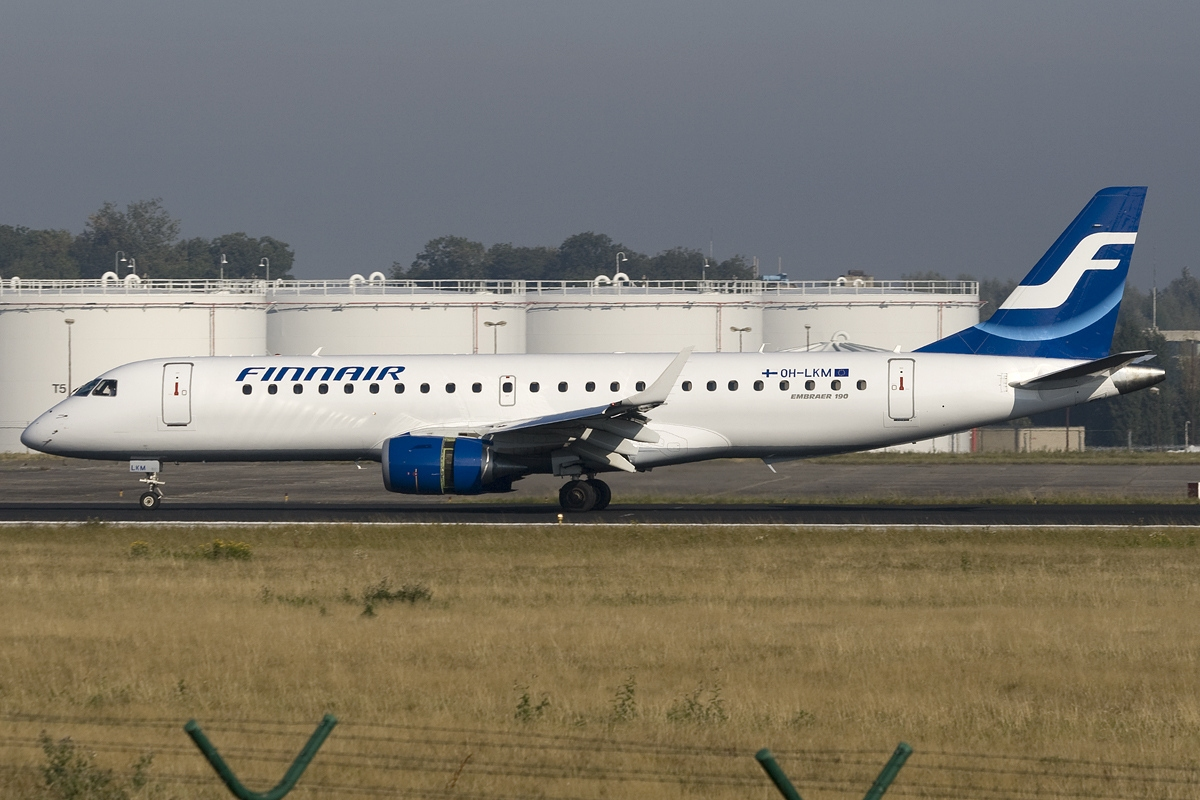
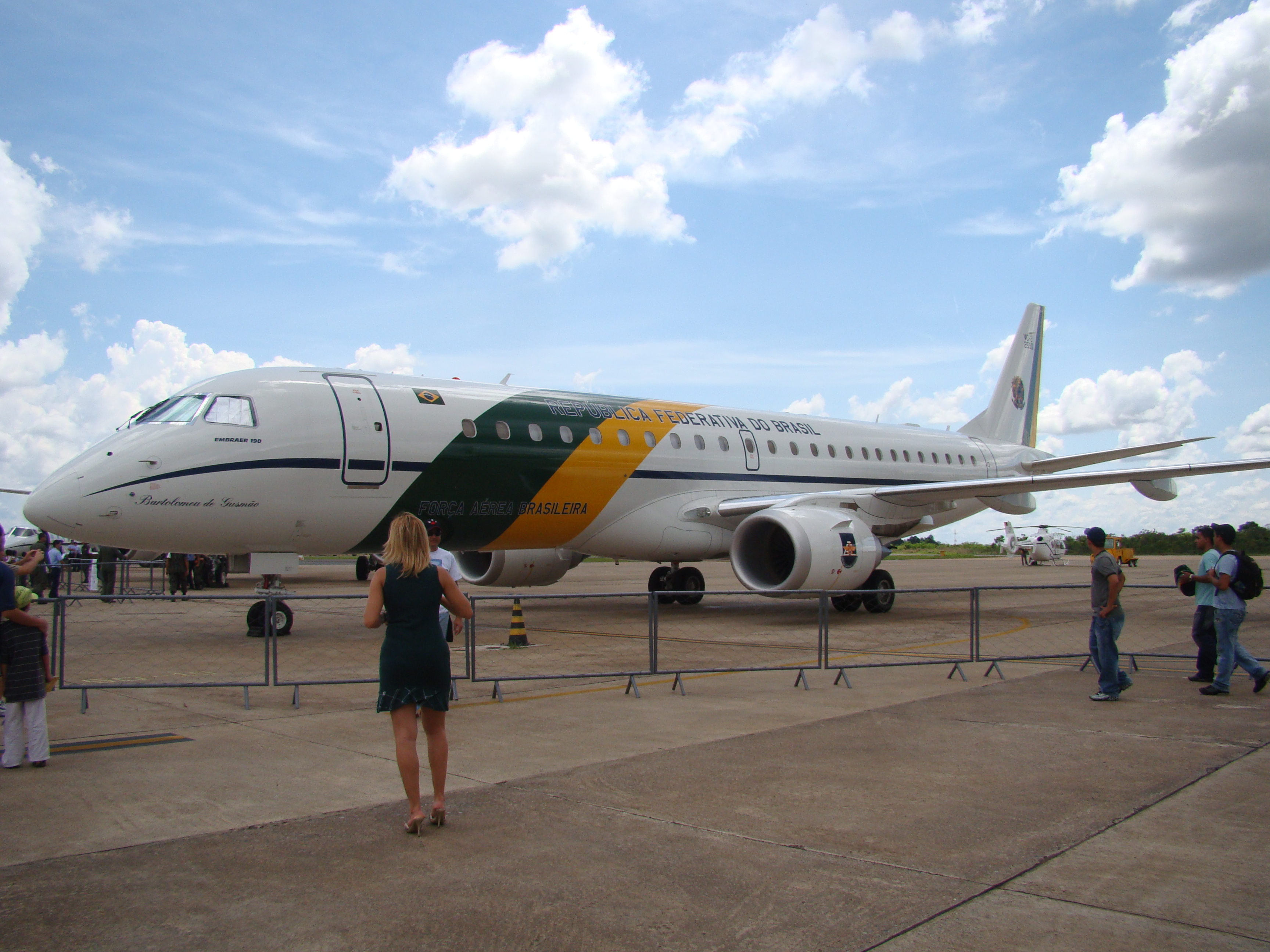
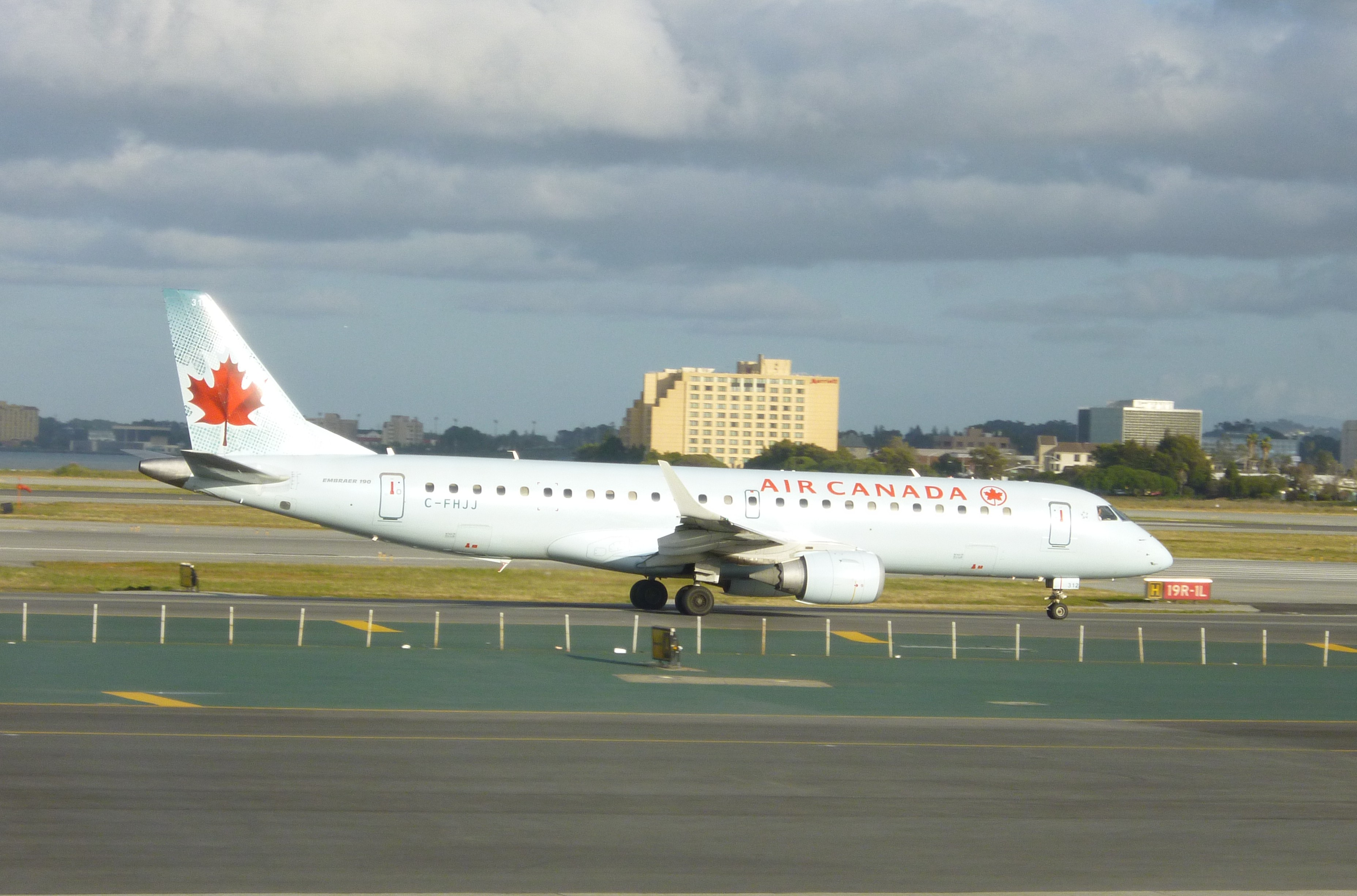
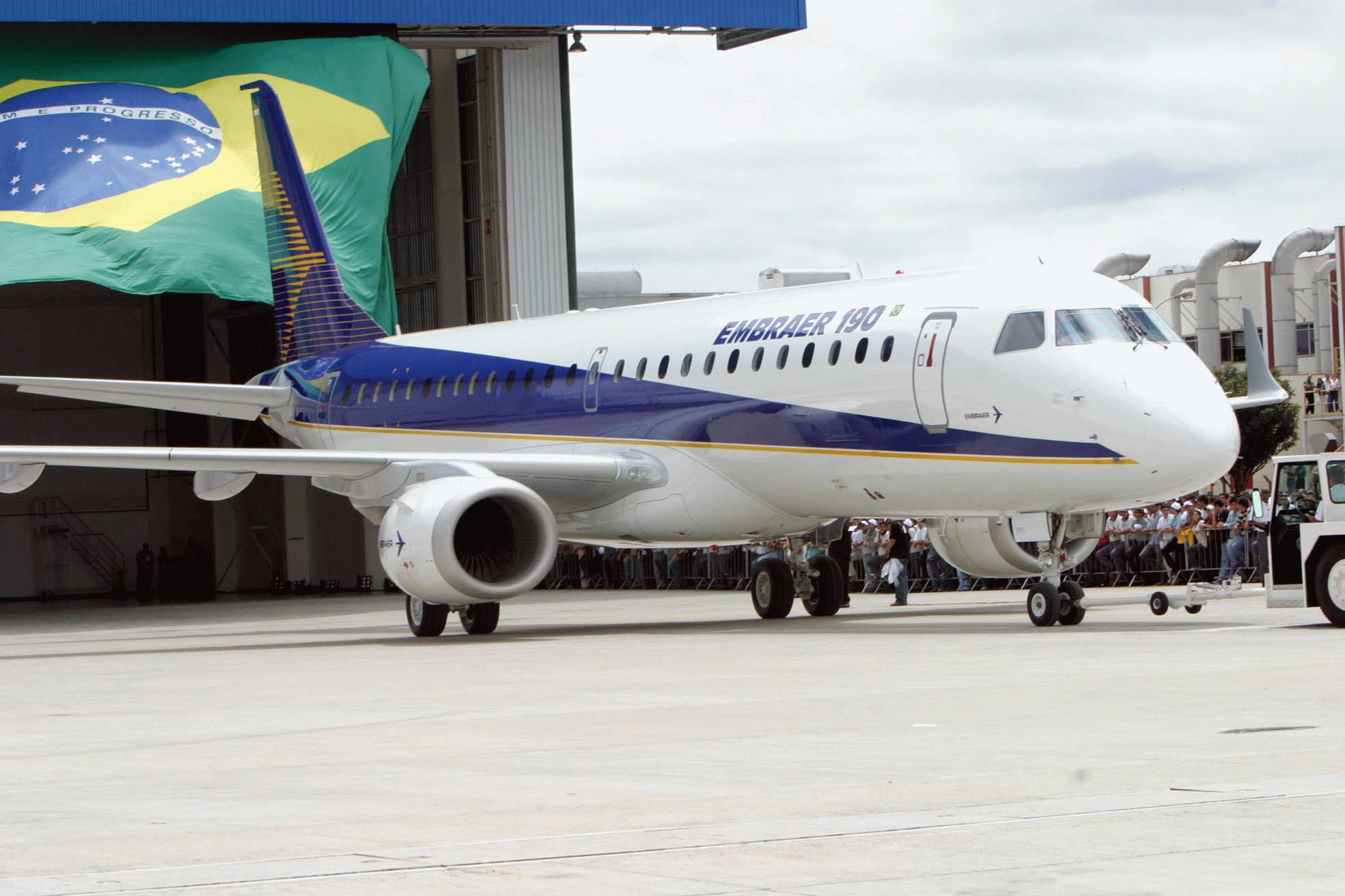

## Models
- Embraer E-170
- Embraer E-175
- Embraer E-190
- Embraer E-195

## Especificacions
| Variants                              | E-170 (ERJ170-100)                                                       | E-175 (ERJ170-200)                                                       | E-190 (EMB190-100)                                                                 | E-195 (EMB190-200)                                                                  |
| ------------------------------------- | ------------------------------------------------------------------------ | ------------------------------------------------------------------------ | ---------------------------------------------------------------------------------- | ----------------------------------------------------------------------------------- |
| Tripulació de cabina                  | Dos                                                                      | Dos                                                                      | Dos                                                                                | Dos                                                                                 |
| Passatgers                            | 78 (una Classe, 33"/31"/30") 70 (dues classes, 36"/32")                  | 88 (una classe, 32"/29") 86 (una classe, 31") 78 (dues classes, 40"/31") | 114 (una classe, 30"/29") 106 (una classe, 33"/32"/31") 96 (dues classes, 38"/31") | 124 (una classe, 31"/30"/29") 118 (una classe, 31"/30") 108 (dues classes, 38"/31") |
| Longitud                              | 29,90 m                                                                  | 31,68 m                                                                  | 36.24 m                                                                            | 38.65 m                                                                             |
| Envergadura                           | 26,00 m                                                                  | 26,00 m                                                                  | 28.72 m                                                                            | 28.72 m                                                                             |
| Altura                                | 9,85 m                                                                   | 9,73 m                                                                   | 10,57 m                                                                            | 10,55 m                                                                             |
| Pes en buit                           | 21.140 kg                                                                | 21.810 kg                                                                | 28.080 kg                                                                          | 28.970 kg                                                                           |
| Pes màxim a l'enlairament (MTOW)      | 35.990 kg (STD) 37.200 kg (LR) 38.600 kg (AR)                            | 37.500 kg (STD) 38.790 kg (LR) 40.370 kg (AR)                            | 47.790 kg (STD) 50.300 kg (LR) 51.800 kg (AR)                                      | 48.790 kg (STD) 50.790 kg (LR) 52.290 kg (AR)                                       |
| Càrrega màxima                        | 9.035 kg (STD/LR) 9.775 kg (AR)                                          | 10.030 kg (STD/LR) 10.310 kg (AR)                                        | 13.080 kg (STD/LR/AR)                                                              | 13.950 kg (STD/LR/AR)                                                               |
| Distància per a l'enlairament al MTOW | 1.644 m                                                                  | 2.244 m                                                                  | 2.100 m                                                                            | 2.179 m                                                                             |
| Motors                                | 2 turboventiladors GE CF34-8E 62,3 kN                                    | 2 turboventiladors GE CF34-8E 62,3 kN                                    | 2 turboventiladors GE CF34-10E 82,3 kN                                             | 2 turboventiladors GE CF34-10E 82,3 kN                                              |
| Velocitat màxima                      | 890 km/h (481 kt, Mach 0,82)                                             | 890 km/h (481 kt, Mach 0,82)                                             | 890 km/h (481 kt, Mach 0,82)                                                       | 890 km/h (481 kt, Mach 0,82)                                                        |
| Abast                                 | STD: 3.334 km (1.800 mn) LR: 3.889 km (2.100 mn) AR: 3.892 km (2.100 mn) | STD: 3.334 km (1.800 mn) LR: 3.889 km (2.100 mn) AR: 3.706 km (2.000 mn) | STD: 3.334 km (1.800 mn) LR: 4.260 km (2.300 mn) AR: 4.448 km (2.400 mn)           | STD: 2.593 km (1.400 mn) LR: 3.334 km (1.800 mn) AR: 4.077 km (2.200 mn)            |
| Carrega màxima de combustible         | 9.335 kg                                                                 | 9.335 kg                                                                 | 12.971 kg                                                                          | 12.971 kg                                                                           |
| Sostre de servei                      | 41,000 ft (12.500 m)                                                     | 41,000 ft (12.500 m)                                                     | 41,000 ft (12.500 m)                                                               | 41,000 ft (12.500 m)                                                                |
| Ràtio d'ascens                        | Màx. 3.500 fpm.                                                          | Màx. 3.500 fpm.                                                          | Màx. 3.500 fpm.                                                                    | Màx. 3.500 fpm.                                                                     |
| Ràito d'empenyiment a pes             | 5,41                                                                     | 5,41                                                                     | 5,41                                                                               | 5,41                                                                                |
| Dimensions internes                   |                                                                          |                                                                          |                                                                                    |                                                                                     |
| Amplada interna                       | 2,74 m                                                                   | 2,74 m                                                                   | 2,74 m                                                                             | 2,74 m                                                                              |
| Altura interna                        | 2,00 m                                                                   | 2,00 m                                                                   | 2,00 m                                                                             | 2,00 m                                                                              |